# راؤول شابارو
راؤول شابارو (بالإسبانية: Raúl de La Cruz Chaparro)‏ هو لاعب كرة قدم أرجنتيني في مركز الوسط، ولد في 3 مايو 1953 في فورموزا في الأرجنتين. شارك مع منتخب الأرجنتين لكرة القدم. أما مع النوادي، فقد لعب مع انيستتوتو وتشاكاريتا جيونيورز وتيغري وخميناسيا خوخوي وديفينسوريس دي بيلغرانو وروزاريو سنترال وريفر بليت ونادي أتليتيكو كولون ونادي سان لورينزو.

## وصلات خارجية
- راؤول شابارو على موقع قاعدة بيانات كرة القدم.إي يو (الإنجليزية)
- راؤول شابارو على موقع ناشيونال فوتبول تيمز (الإنجليزية)